# Клюкина, Дарья Игоревна
Да́рья И́горевна Чопова (Клюкина́) (род. 9 января 1994 года, Карпинск, Россия) — российская модель и актриса. Получила популярность, став участницей пятого и шестого сезонов реалити-шоу «Холостяк» на телеканале ТНТ.

## Биография
Родилась и выросла в городке Карпинск, Свердловская область, Россия. Мать — Ольга Юрьевна, преподаватель по фортепиано, отец — Игорь, военный, служащий Государственного управления исполнения наказаний, живёт в Северодвинске. Родители развелись, когда Дарья училась в ВУЗе.
В 4 года отдали в группу раннего эстетического развития. Позже она поступила в музыкальную школу, где освоила игру на фортепиано и гитаре, а также занималась хоровым пением в ансамбле.
В 5 лет напугала собака, что привело к речевой особенности — заиканию.
В 2012 году переехала из Карпинска в Екатеринбург, где поступила в Уральский федеральный университет им. Бориса Николаевича Ельцина на факультет «Государственного и муниципального управления». Начинала работать, раздавая флаеры, несколько месяцев проработала менеджером по продажам стройматериалов, подрабатывала моделью, снималась в рекламе, позже освоила профессию парикмахера-стилиста.
Некоторое время жила в Сочи, где работала фотомоделью и участвовала в создании и руководстве кофейней Frapp совместно со своим парнем и его братом-близнецом.
В 2017 году, окончив университет, переехала в Москву.

### Личная жизнь
О своей личной жизни девушка предпочитает не говорить. 1 февраля 2019 года на праздновании своего дня рождения объявила своим гостям о том, что выходит замуж за Владимира Чопова, топ-менеджера Газпром-Медиа. Муж Дарьи является управляющим директором ГПМ РТВ, отвечающим за управление бизнесом, включая обеспечение вещания каналов (в частности, ТНТ), развитие региональной сети, монетизацию рекламного инвентаря, реализацию инвестпроектов.
Регистрация брака состоялась 19 сентября 2019 года в Москве в Тушинском ЗАГСе. Торжественную церемонию провели 4 октября 2019 года в Италии на роскошной вилле Balbiano на берегу озера Комо. Невеста сменила два свадебных наряда от Elle Saab, развлекали гостей Николай Басков, Дима Билан и Кэти Топурия, а саму свадьбу назвали одной из самых стильных. После свадьбы Дарья сменила свою фамилию на фамилию мужа и стала Чопова.

## Шоу «Холостяк»
В 2016 году Дарья прошла кастинг в пятый сезон популярного реалити-шоу «Холостяк» на телеканале ТНТ с актёром Ильей Глинниковым. Уже после выхода первых серий проекта стало понятно, что Дарья является одной из главных претенденток на победу, но в середине проекта она покинула его по-собственному желанию, потому что не смогла ответить взаимностью на чувства молодого человека.
В 2017 году Дарья приняла участие в шестом сезоне шоу «Холостяк» с участием популярного певца Егора Крида, в итоге став победительницей проекта. О дальнейших отношениях между молодыми людьми долгое время ничего не было известно, пара свою личную жизнь не комментировала. В марте 2019 года девушка рассказала, что отношения были, но они с Егором «не сошлись характерами».

## Блогерство
Дарья ведёт свою страничку в Instagram. На октябрь 2019 года количество её подписчиков составляет 2,7 млн.
Также она начала вести свой видеоканал KLUKVA на Youtube. Первый её влог вышел 14 мая 2018 года. В своих влогах она рассказывает о путешествиях, сфере красоты и различных проектах, в которых она участвует как модель или актриса. На май 2020 г. количество подписчиков составляет 180 тыс.
В качестве блогера Дарью Клюкину приглашают на различные мероприятия и презентации. Замечена на таких светских мероприятиях как: встреча с парфюмером Нарсисо Родригез, презентация линейки продукции L’Oréal и многих других.
Директором и агентом Дарьи является её лучшая подруга Дуся Бубель, которая в августе 2019 года совместно с «Газпром-Медиа» стала совладелицей агентства талантов Bubel MGT, которое занимается «продвижением известных персон и монетизацией их аккаунтов в социальных сетях», в частности используя для этого проекты ТНТ «Холостяк», «План Б».

## Рекламная деятельность
В качестве блогера или модели Дарья Клюкина сотрудничает с такими известными брендами: Л’Этуаль, Elie Saab, Nina Ricci, McArthurGlen, Guess, Kenzo, Сбербанк, Альфа-банк, Polaris, Aqua Minerale и др., модными журналами: Vogue, Elle, Cosmopolitan, Glamour и др.
Летом 2018 года стала лицом бренда L’Oreal Paris. В рамках этого проекта она участвует во встречах и мастер-классах в магазинах сети в разных городах России.
В январе 2019 года прошли съемки в Колумбии для рекламы парфюма Nina Ricci. Дарья совместно с другими участницами шоу «Холостяк» Викторией Коротковой и Дусей Бубель стала цифровым лицом бренда в России

### Рекламные видеоролики
- В мае 2018 г. — реклама стайлера Polaris[23]
- В мае 2018 г. — рекламный ролик MAKE UP FOR EVER Russia[24]
- В сентябре 2018 г. — реклама туши Paradise от L’Oréal Paris[25] совместно с Региной Тодоренко и Самирой Мустафаевой
- Осенью 2018 снялась в рекламе «Always»[26] и стала новым послом бренда[27].
- В декабре 2018 г. вышла реклама новой туши UNLIMITED от L’ORÉAL PARIS с участием Дарьи[28].

## Актерская работа

### Фильмы и сериалы
- В 2018 году сыграла эпизодическую роль в комедийном телесериале «Улица»[3] (77 серия; роль Карины, любовницы Аркадия, мужа Вахрушевой).
- Сериал «Самки богомола», выход которого был анонсирован ТНТ на 2019 год[29] (одна из главных героинь).
- Сериал «Мертвое озеро», который вышел на экраны в 2019 году на телеканале ТНТ-Премьер (камео).

### Музыкальные клипы
- Михаил Решетняк (Миша Марвин) «Выделяйся» (26.05.2017)[30]
- Вова Селиванов (VAVAN) «Вредная привычка» (23.04.2018)[31]
- Никита Долгачёв (Daila) «Блефую» (06.08.2018)[32]
- Дима Билан «Молния» (28.11.2018)[33]
- Даша Клюкина «Не так как у всех» (14.02.2020)[34]

## Музыкальная карьера
Свою первую песню под названием «Равновесие» Дарья выпустила 14 июня 2019 года. Композиция за короткое время заняла первое место по популярности в сервисе в iTunes, обогнав произведение Ольги Бузовой «Водица». Однако некоторые слушателей негативно оценили вокальные способности начинающей певицы, сравнив её с той же Бузовой. 14 февраля 2020 года, выпускает первый клип на вторую песню под названием «Не так как у всех» на музыкальном канале ТНТ-Music. Тогда же в конце октября 2020 года, выпускает песню «Сны».

## Прочая деятельность
Дарья занимается благотворительностью, является волонтером фонда «Рэй», участницей благотворительного проекта Русфонда #DreamOne.
В мае 2017 года Дарья провела встречу с поклонниками, на которой присутствовало более 700 человек.

## Премии и награды
В 2018 году Дарья Клюкина стала блогером года по итогам голосования в «Честной премии» по версии портала PEOPLETALK.